# Steinbach (Delme)
Der Steinbach ist ein Fließgewässer in der Samtgemeinde Harpstedt im Landkreis Oldenburg in Niedersachsen.
Die Quelle des 3 Kilometer langen Baches liegt auf einem Feld westlich von Harpstedt. Von dort fließt er in nördlicher Richtung und unterquert die  L 338. Weiter nach Osten fließend im nördlichen Teil von Harpstedt mündet der Steinbach von links in die Delme.